# Красимир Борисов
Красимир Борисов Георгієв (болг. Красимир Борисов Георгиев, нар. 8 квітня 1950, Софія) — болгарський футболіст, що грав на позиції півзахисника. По завершенні ігрової кар'єри — тренер. Почесний громадянин Софії.
Виступав, зокрема, за клуб «Левскі», а також національну збірну Болгарії, у складі якої був учасником чемпіонату світу 1974 року.

## Клубна кар'єра
Борисов дебютував у групі А з командою за команду «Локомотив» (Софія), в якій провів один сезон 1968/69, але основним гравцем не був. Потім переїхав до «Академіка» (Софія), де зіграв два сезони. У 1971 році він повернувся до «Локомотива» (Софія) і утвердився в основному складі «залізничників».
Після закінчення чемпіонату світу Борисов перейшов до «Левскі». З клубом він двічі став чемпіоном Болгарії та тричі вигравав національний кубок, а також двічі виходив у чвертьфінал європейських кубків — Кубка УЄФА 1975/1976 та Кубка володарів кубків 1976/1977. За команду він зіграв усього 161 матч і забив 24 голи (118 поєдинків з 19 голами в групі А, 23 матчі з 5 голами у Кубку, а також 20 матчів у європейських турнірах).
У 1981 році Борисов перебрався до кіпрської «Омонії», з якою став триразовим чемпіоном Кіпру та дворазовим володарем Кубка Кіпру. Він закінчив свою кар'єру у віці 34 років у 1984 році.

## Виступи за збірну
Виступав за юнацьку збірну Болгарії, з якою став чемпіоном Європи серед юніорів 1969 року у Східній Німеччині. .
26 вересня 1973 року дебютував в офіційних матчах у складі національної збірної Болгарії в грі кваліфікації до чемпіонату світу проти Північної Ірландії (0:0).
У складі збірної був учасником чемпіонату світу 1974 року у ФРН, де зіграв в останній грі групового етапу з Нідерландами (1:4), замінивши на 55 хвилині Павела Панова. Болгари програли цю гру і посіли останнє місце у групі.
Останню гру за збірну провів 6 червня 1979 року проти Англії (0:3), в рамках кваліфікації на Євро-1980. Загалом протягом кар'єри у національній команді, яка тривала 7 років, провів у її формі 18 матчів, забивши 2 голи.

## Кар'єра тренера
Значну частину своєї тренерської кар'єри Борисов пропрацював помічником головного тренера. Він починав як асистент Івана Вуцова у збірній Болгарії (1989—1991), а в той час, коли він Вуков дискваліфікований УЄФА і не зміг керувати командою з тренувальної лавки, саме Борисов як асистент керував командою у трьох зустрічах у 1991 році: з Шотландією (1:1) та Швейцарією (2:3) у кваліфікації Євро-1992 та у товариському матчі з Данією (1:1). Після звільнення Вукова в травні 1991 року Борисов став в.о. головного тренера збірної і керував нею у товариській грі проти Бразилії (0:3) та грі відбору на Євро-1992 проти Сан-Марино (3:0).
Коли Болгарська футбольна асоціація призначила нового тренера збірної, Димитара Пенева, Борисов також став його помічником (1991—1996). Разом вони привели збірну до найбільших успіхів в історії — четвертого місця на чемпіонаті світу 1994 року та вперше вивели команду на чемпіонат Європи (Євро-1996). Після останнього турніру з Пеневим контракт не продовжили, тому Борисов також залишив команду. Пізніше він короткочасно допомагав Георгію Василеву в софійському ЦСКА.
У період 2005—2008 років був головним тренером молодіжної збірної Болгарії. З червня 2009 року по вересень 2009 року був головним тренером «Академіка» (Софія).

## Титули і досягнення
- Чемпіон Болгарії (2):

«Левскі»: 1976/77, 1978/79
- Володар Кубка Болгарії (3):

«Левскі»: 1975/76, 1976/77, 1978/79
- Чемпіон Кіпру (3):

«Омонія»: 1981/82, 1982/83, 1983/84
- Володар Кубка Кіпру (1):

«Омонія»: 1981/82, 1982/83
- Чемпіон Європи (U-18): 1969